# Asilus longicella
Asilus longicella är en tvåvingeart som först beskrevs av Macquart 1850.  Asilus longicella ingår i släktet Asilus och familjen rovflugor. Inga underarter finns listade i Catalogue of Life.